# Anthemis microsperma
Anthemis microsperma là một loài thực vật có hoa trong họ Cúc. Loài này được Boiss. & Kotschy mô tả khoa học đầu tiên năm 1856.